# 奈良県ため池条例事件
奈良県ため池条例事件（ならけんためいけじょうれいじけん）は、以前からため池を使用していた農民が、条例でため池の使用を禁止された以降も使用し続けたために条例により罰金刑を受けた事件。条例による財産権の制限の是非等を争った。

## 事件の概要
奈良県磯城郡田原本町唐古に所在する当該ため池は、Yらを含む近隣の農民の共有ないし総有に属していたが、奈良県は1954年に前年の西日本水害を受けて治水対策を進める観点から「ため池の保全に関する条例」を制定し、ため池の堤塘耕作を禁止した。しかし、Yらは、他の農民が条例に従い任意に耕作を中止するなかで、依然として耕作を続けたため、検察官が立件した。
- 第1審は有罪（葛城簡判昭和35年10月4日 刑事判例集17巻5号572頁）。
- 控訴審は無罪（大阪高判昭和36年7月13日 判例時報276号33頁）。
  - 条例で財産権を制限することは、憲法29条2項に違反する。
  - 補償なしに財産権を制限することは、憲法29条3項に違反する。

## 判旨
- 当該条例は地方自治法の条例制定権に基づいて、ため池の破損・決壊等による災害を未然に防止するために定めた（→1条）ものであり、Yらにとっては当該ため池に対する財産権の行使をほぼ全面的に制限されることになるが、公共の福祉に照らして受忍しなければならない。
- Yらの耕作は、憲法でも、民法でも適法な財産権の行使として保障されていないものであって、憲法、民法の保障する財産権の行使の埒外にある。当該制限は公共の福祉に基づく制限であり、Yらは当然に受忍しなければならないのだから、憲法29条3項にいう損失補償は必要ではない。
- 事柄によっては、特定または若干の地方公共団体の特殊な事情により、国において法律で一律に定めることが困難または不適当なことがあり、その地方公共団体ごとに、その条例で定めることが、容易且つ適切なことがある。本件のような、ため池の保全の問題は、まさにこの場合に該当するというべきである。
- 条例によって罰則を定めることが憲法31条に違反するものでないことは、過去の最高裁判例（昭和31年（あ）第4289号、昭和37年5月30日大法廷判決、刑集16巻5号577頁）の趣旨とするところである。

として、原判決（控訴審判決）を破棄し、審理を大阪高等裁判所へ差し戻した。
なお、河村大助、山田作之助、横田正俊の3判事は、憲法違反とした控訴審の判断を支持し上告棄却とすべき旨の少数意見（反対意見）を述べた。